# Eleonora Sears
Ne pas confondre avec Evelyn Sears, également joueuse de tennis.
Eleonora Randolph Sears (28 septembre 1881, Boston - 16 mars 1968, Palm Beach) est une joueuse de tennis américaine de l'entre-deux-guerres. Elle est également championne des États-Unis de squash en 1928.
Elle s'est imposée quatre fois en double dames à l'US Women's National Championship, dont trois consécutivement (1915-1917). En simple, elle a été finaliste en 1912, battue par Mary Kendall Browne.
Elle est membre du International Tennis Hall of Fame depuis 1968, tout comme son illustre cousin Richard (depuis 1955).

## Famille
Eleonora Sears est la fille de Frederick Richard Sears, homme d'affaires de Boston, petite-fille de T. Jefferson Coolidge et d'Hetty Appleton. Elle est en outre cousine de Henry Cabot Lodge, et arrière-petite-fille de Thomas Jefferson.

## Palmarès (partiel)

### Finale en simple dames
| No | Date       | Nom et lieu du tournoi                  | Catégorie | Surface      | Vainqueure          | Score    |          |
| -- | ---------- | --------------------------------------- | --------- | ------------ | ------------------- | -------- | -------- |
| 1  | 10/06/1912 | US National Championships, Philadelphie | G. Chelem | Gazon (ext.) | Mary Kendall Browne | 6-4, 6-2 | Parcours |

### Titres en double dames
| No | Date       | Nom et lieu du tournoi                     | Catégorie | Surface      | Partenaire      | Finalistes                      | Score          |          |
| -- | ---------- | ------------------------------------------ | --------- | ------------ | --------------- | ------------------------------- | -------------- | -------- |
| 1  | 11/06/1911 | US National Championships Philadelphie     | G. Chelem | Gazon (ext.) | Hazel Hotchkiss | Dorothy Green Florence Sutton   | 6-4, 4-6, 6-2  | Parcours |
| 2  | 07/06/1915 | US National Championships Philadelphie     | G. Chelem | Gazon (ext.) | Hazel Hotchkiss | Helen Homans Augusta Bradley    | 10-8, 6-2      | Parcours |
| 3  | 05/06/1916 | US National Championships Philadelphie     | G. Chelem | Gazon (ext.) | Molla Bjurstedt | Louise Hammond Edna Wildey      | 4-6, 6-2, 10-8 | Parcours |
| 4  | 18/06/1917 | National Patriotic Tournament Philadelphie | G. Chelem | Gazon (ext.) | Molla Bjurstedt | Phyllis Walsh Grace Moore Leroy | 6-2, 6-4       | Parcours |

### Finale en double dames
| No | Date       | Nom et lieu du tournoi                 | Catégorie | Surface      | Vainqueures                     | Partenaire      | Score     |          |
| -- | ---------- | -------------------------------------- | --------- | ------------ | ------------------------------- | --------------- | --------- | -------- |
| 1  | 16/06/1919 | US National Championships Philadelphie | G. Chelem | Gazon (ext.) | Marion Zinderstein Eleanor Goss | Hazel Hotchkiss | 10-8, 9-7 | Parcours |

### Titre en double mixte
| No | Date       | Nom et lieu du tournoi                 | Catégorie | Surface      | Partenaire   | Finalistes                  | Score    |          |
| -- | ---------- | -------------------------------------- | --------- | ------------ | ------------ | --------------------------- | -------- | -------- |
| 1  | 05/06/1916 | US National Championships Philadelphie | G. Chelem | Gazon (ext.) | Willis Davis | Florence Ballin Bill Tilden | 6-4, 7-5 | Parcours |

### Finale en double mixte
| No | Date       | Nom et lieu du tournoi                 | Catégorie | Surface      | Vainqueures                        | Partenaire       | Score          |          |
| -- | ---------- | -------------------------------------- | --------- | ------------ | ---------------------------------- | ---------------- | -------------- | -------- |
| 1  | 10/06/1912 | US National Championships Philadelphie | G. Chelem | Gazon (ext.) | Mary Kendall Browne Richard Norris | William Clothier | 6-4, 2-6, 11-9 | Parcours |

## Parcours en Grand Chelem (partiel)
Si l’expression « Grand Chelem » désigne classiquement les quatre tournois les plus importants de l’histoire du tennis, elle n'est utilisée pour la première fois qu'en 1933, et n'acquiert la plénitude de son sens que peu à peu à partir des années 1950.

### En simple dames
| Année | Championnat d'Australasie | Championnat d'Australasie | Championnat de France | Championnat de France | Wimbledon       | Wimbledon        | US National | US National  |
| 1912  | -                         | -                         | -                     | -                     | -               | -                | Finale      | Mary Kendall |
| 1923  | -                         | -                         | -                     | -                     | 2e tour (1/32)  | Dorothy Shepherd | -           | -            |
| 1924  | -                         | -                         | -                     | -                     | 1er tour (1/32) | Enid Clarke      | -           | -            |

À droite du résultat, l’ultime adversaire.

### En double dames
| Année | - | - | Championnat de France | Championnat de France | Wimbledon | Wimbledon | US National           | US National               |
| 1911  | - | - | -                     | -                     | -         | -         | Victoire H. Hotchkiss | Dorothy Green F. Sutton   |
| 1915  | - | - | -                     | -                     | -         | -         | Victoire H. Hotchkiss | Helen Homans A. Bradley   |
| 1916  | - | - | -                     | -                     | -         | -         | Victoire M. Bjurstedt | L. Hammond Edna Wildey    |
| 1917  | - | - | -                     | -                     | -         | -         | Victoire M. Bjurstedt | Phyllis Walsh Grace Moore |
| 1919  | - | - | -                     | -                     | -         | -         | Finale H. Hotchkiss   | Zinderstein Eleanor Goss  |

Sous le résultat, la partenaire ; à droite, l’ultime équipe adverse.

### En double mixte
| Année | - | - | Championnat de France | Championnat de France | Wimbledon | Wimbledon | US National           | US National            |
| 1912  | - | - | -                     | -                     | -         | -         | Finale W. Clothier    | Mary Kendall R. Norris |
| 1916  | - | - | -                     | -                     | -         | -         | Victoire Willis Davis | F. Ballin Bill Tilden  |

Sous le résultat, le partenaire ; à droite, l’ultime équipe adverse.